# Ohiowa
Ohiowa är en ort (village) i Fillmore County i delstaten Nebraska i USA. Orten hade 120 invånare, på en yta av 0,65 km² (2020).